# Лангинкоски
Лангинкоски (фин. Langinkoski) — речные пороги Кюмийоки, включённые в природный парк в городе Котка в Финляндии.
Порог известен хорошими рыбными ловлями: в 1888 году рыбаки за сезон подняли с порога Лангинкоски 662 крупных лосося и 4 тысячи сига. Самого большого лосося выловили в 1896 году — вес рыбы составил 35,6 кг..

## Царская дача
В 1880 году будущий российский император Александр III впервые посетил Лангинкоски. В 1889 году финским архитектором Юханом Аренбергом совместно с Себастьяном Грипенбергом по заказу императора на этом месте была спроектирована и построена царская рыбачья изба. Из Санкт-Петербурга царская семья добиралась сюда водным путём — на корабле. Рядом с избой стоит православная часовня, возведенная монахами Валаамского монастыря.
Во время Первой мировой войны, согласно желанию императрицы Марии Федоровны, в доме располагался санаторий для раненых солдат.
После обретения Финляндией независимости, здание опустело, часть вещей была вывезена. В 1933 году изба была превращена в музей. Кровати и стулья, принадлежащие ранее императорской чете, в 1946 году были обнаружены в летней резиденции президента Финляндии Култаранта, где они использовались для размещения гостей. В 1956 году предметы интерьера были возвращены на своё прежнее место.
Ежегодно дом-музей посещает около 13 500 человек, из которых более 40 % — россияне. Музей открыт с начала мая до конца сентября.

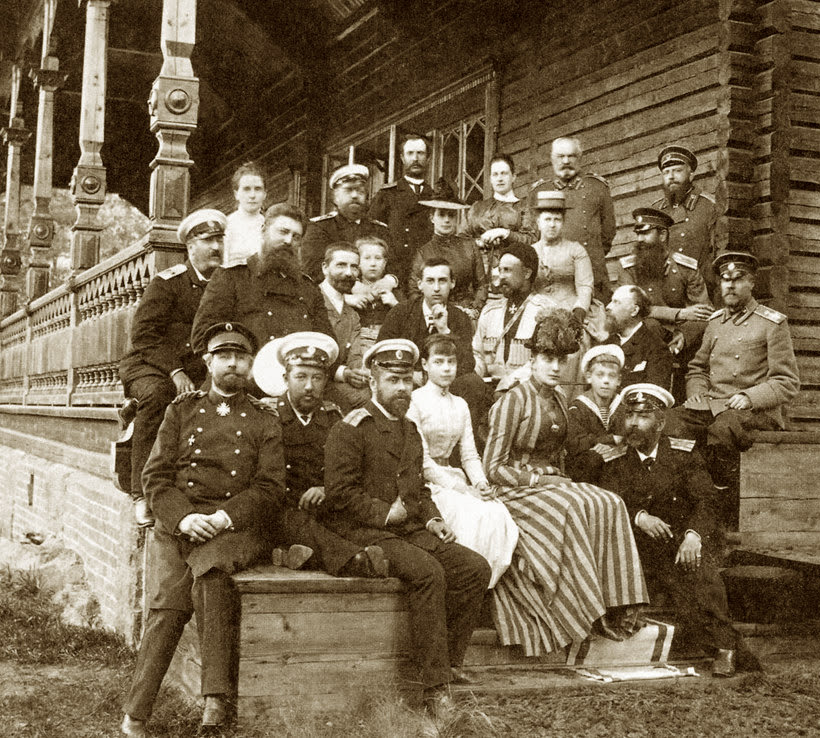
Гости императорской дачи
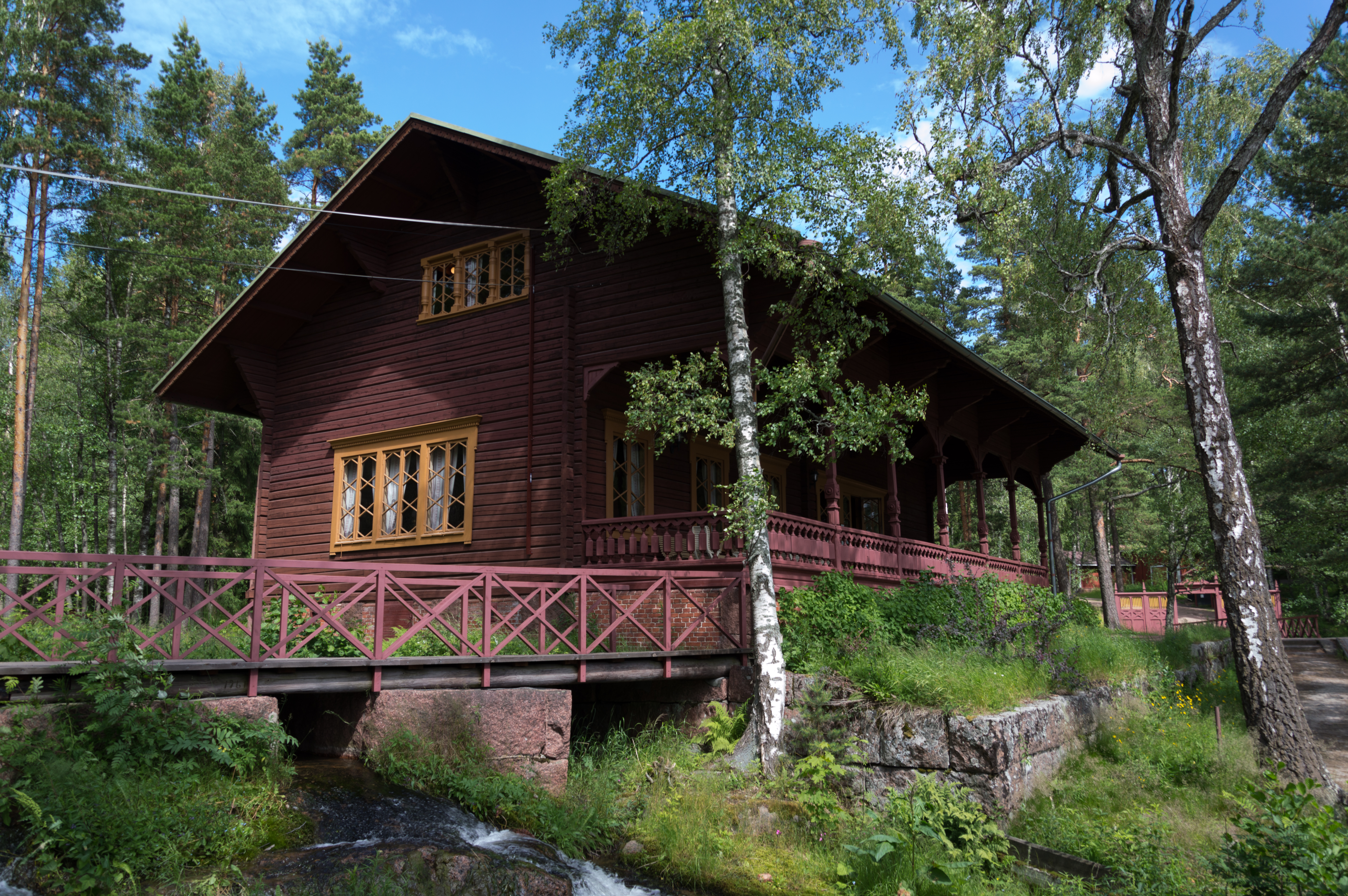
Главное здание
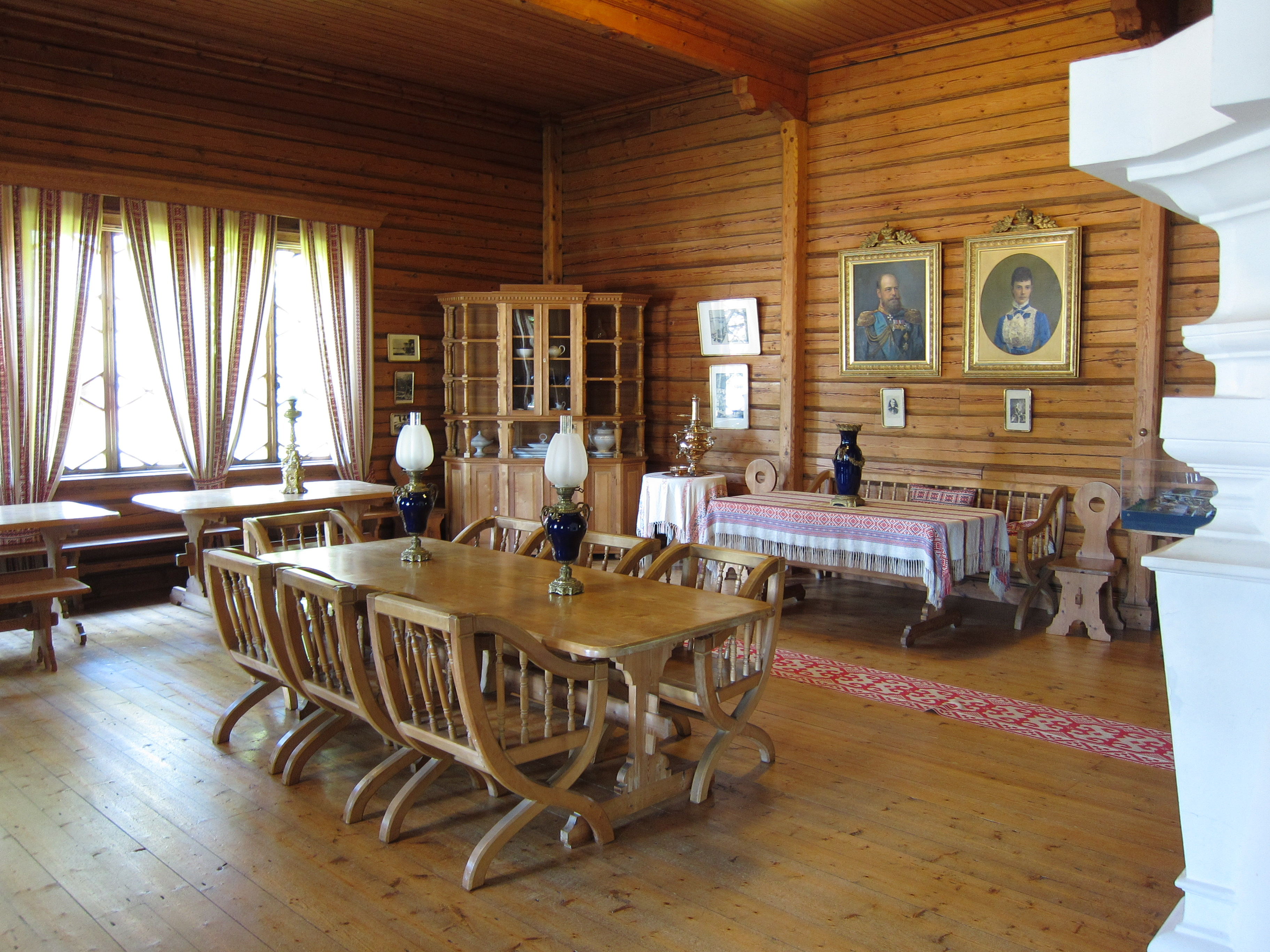
Интерьер
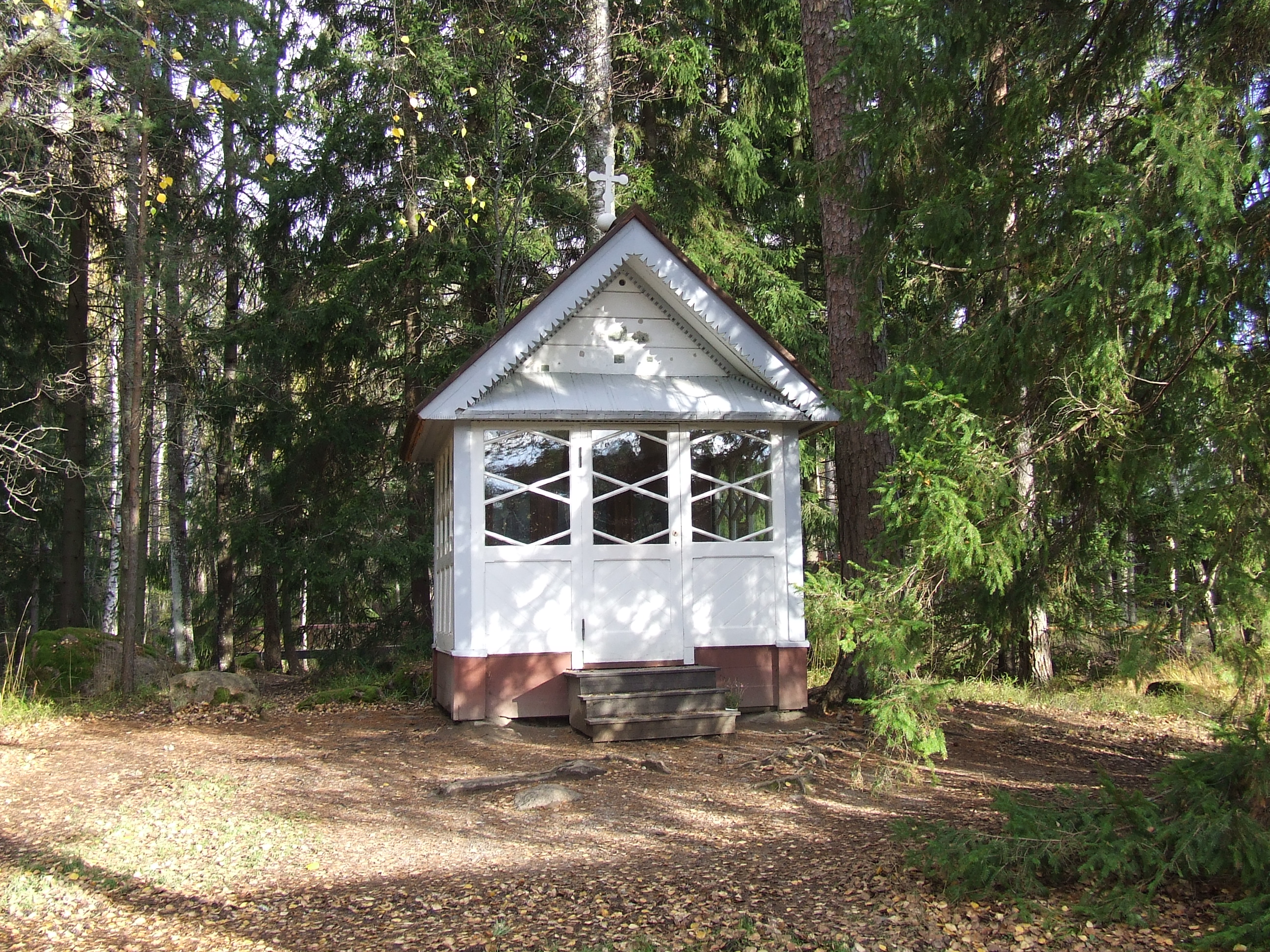
Часовня

## Природный парк
Заповедная территория площадью 28 гектаров расположена неподалеку от города Котка у живописных берегов реки Кюмийоки. Парк назван в честь одноимённых бурных порогов Langinkoski, на берегу которых отдыхал русский император Александр III, заядлый рыбак и любитель дикой природы.

## Обитатели и природа парка
В заповеднике можно увидеть скалистые берега реки, лиственные рощи, луга, лесные низины и травяные болота с растущей на них черной ольхой. Склоны возвышенностей покрыты у основания еловыми лесами, а на вершинах скал растут сосны. В парке обитают лисы, волки и множество других диких зверей и птиц.

## Занятия
Часть порога Лангинкоски под названием Ланккари считается лучшим местом для рыбалки во всей южной Финляндии. Здесь ловят кумжу и лосося. Самого большого лосося весом 35,6 кг поймал в этих водах рыбак Аукусти Хинтикка в сентябре 1896 года. Один из экспонатов в музее Императорской рыбацкой избы — муляж этого лосося в натуральную величину. В Лангинкоски разрешается только любительская рыбная ловля на удочку, для остальных видов рыбалки необходима лицензия.
По территории заповедника проложено несколько туристических маршрутов.

## Достопримечательности
1. Императорская рыбацкая изба. Александр III и его супруга, датская принцесса Дагмар (в замужестве — Мария Федоровна), были наслышаны о порогах, богатых на водившегося в них лосося. Летом 1880‑го года наследник российского престола впервые отправился в Лангинкоски, чтобы заняться рыбалкой, и был очарован природой этого края. В 1887 году императорская чета решила построить на берегу порога рыбацкую избу, которая была торжественно открыта 15 июля 1889 года. Двухэтажная изба, расположенная на восточном берегу реки, сохранила первоначальный облик и функционирует в качестве музея.
2. Православная часовня — старейшая постройка на территории заповедника — была создана на 80 лет раньше императорской избы монахами Валаамского монастыря. Сначала здание было открытым, стеклянные окна установили позже.
3. Домик рыбаков — аутентичный рыбацкий домик, который был построен в 1892 году для трех императорских рыбаков по приказу Александра III.
4. «Императорский» рыбацкий камень. Доподлинно известно, что император любил рыбачить с удочкой на жерехов, сидя на большом камне у восточного берега порога. Для того чтобы забираться на камень, Александр III своими руками построил деревянную лестницу, которая сохранилась и по сей день.
5. Русские окопы Первой мировой войны от 1918 г. — оборонительные укрепления на восточном берегу реки Кюмийоки, оборудованные системой стрелковых окопов и ходов сообщения, пулемётными гнездами и блиндажами, которые начали строиться ещё в 1916 году. Строительство укреплений завершилось к концу войны, в 1918 году. Протяжённость окопов в Лангинкоски — около 1,5 километров, а их глубина — 1,5 метра.
6. Императорский мемориальный камень. Спустя два года после кончины Александра III, в ноябре 1896 года, в Лангинкоски был открыт памятник императору — мемориальный камень. На огромном валуне закреплена плита, гласящая: «Миротворец Александр III наслаждался здесь покоем и уютом, оберегаемый верным народом, с 1888 по 1894 год. Жители Кюми и Котки установили эту мемориальную плиту». Во время гражданской войны 1918 года, после которой Финляндия обрела независимость, мемориальный камень был обстрелян, а саму плиту пытались сорвать. Следы этих событий также сохранены в заповеднике как памятник истории.
7. Старое летнее кафе. Летний кофейный павильон, построенный ещё в 1926 году, расположился на скале в конце дороги Кейсаринмаянтие, рядом с парковкой.

## Места для ночевки
Туристические комплексы, находящиеся в городе Котка в 3‑х километрах от Лангинкоски, предлагают различные варианты проживания.

## Правила нахождения на природной территории
Разведение костров в заповеднике не допускается.
В заповеднике, как и во всех национальных парках Финляндии и природных территориях, не принято оставлять мусор.
Домашних животных можно выгуливать в заповеднике только на поводке.